# Jean Walnard Dorneval
Jean Walnard Dorneval (ur. 1959) – haitański polityk, od 2020 roku jest ministrem obrony narodowej.

## Życiorys
Jean Walnard Dorneval jest z wykształcenia prawnikiem. W latach 1992–1994 był konsulem honorowym w Kajennie w Gujanie Francuskiej. Od 1994 roku dyrektorem ds. prawnych w Ministerstwie Spraw Zagranicznych i ds. Wyznań, funkcję tę pełnił przez rok. W latach 1996–2002 był chargé d’affaires Haiti we Włoszech. Ponadto pełnił funkcję stałego przedstawiciela Haiti przy FAO, WFP i IFAD. W latach 2002–2012 był stałym przedstawicielem Haitian Commercial Development Office w Chińskiej Republice Ludowej.
W latach 2015–2016 był członkiem gabinetu ministra spraw zagranicznych, a w latach 2016–2017 – członkiem gabinetu dyrektora generalnego ministerstwa spraw zagranicznych. Od 2017 do marca 2020 roku był doradcą prezydenta Jovenela Moïse. 5 marca 2020 roku został zaprzysiężony w skład rządu na stanowisku ministra obrony narodowej, zastąpił na tym stanowisku Enolda Josepha.